# Udenus fasciatus
Udenus fasciatus är en insektsart som beskrevs av Kjell Ernst Viktor Ander 1938. Udenus fasciatus ingår i släktet Udenus och familjen grottvårtbitare. Inga underarter finns listade i Catalogue of Life.